# Андреа Чезалпино
Андреа Чезалпино (латинизирано као Andreas Cæsalpinus), (6. јун 1524 - 23. фебруар 1603)  је био италијански лекар, филозоф и ботаничар.
У својим делима класификовао је биљке према плодовима и семенима, а не по абецеди или по лековитим својствима. 1555. наследио је Луку Гинија на месту директора ботаничког врта у Пизи. Ботаничар Pietro Castelli био је један од његових ученика. Чезалпино је такође обављао део послова на пољу физиологије. Теоретизовао је циркулацију крви. Међутим, он је предвидео „хемијску циркулацију“ која се састоји од поновљеног испаравања и кондензације крви, уместо концепта „физичке циркулације“ који је популаризован у списима Вилијама Харвија (1578–1657).

## Биографија
Чезалпино је рођен у Арецо, Тоскана.
За студије на Универзитету у Пизи његов инструктор медицине био је R. Colombo († 1559), а у ботаници прослављени Лука Гини. По завршетку курса предавао је филозофију, медицину и ботанику дуги низ година на истом универзитету, поред ботаничких истраживања у разним деловима Италије. У то време постављени су први ботанички вртови у Европи; најраније у Падови, 1546; следећу у Пизи 1547. Гини, који је био њен први директор. Гинија је наследио Чезалпино, који је био задужен за врт у Писану 1554–1558. Како је далеко напредовао, Чезалпино је прихватио позив у Рим као професор медицине на римском универзитету Ла Сапијенца и лекар папи Клименту VIII. Није позитивно сигурно да ли је он такође постао главни надзорник римске ботаничке баште коју је око 1566. године поставио један од његових најславнијих ученика, Микеле Меркати.

## Филозофска дела
Сви Чезалпинови списи приказују генијалног човека и дубоког мислиоца. Његов стил је, истина, често тежак, али упркос схоластичком облику у коме су његова дела изливена, често се дешавају делови велике лепоте. Савремени ботаничари и физиолози који нису упознати са Аристотеловим списима сматрају да су Чезалпинове књиге нејасне; њихов неуспех да их схвате често их доводи у заблуду у њиховој процени његовог постигнућа.
Није се појавио свеобухватан резиме резултата Чезалпинових истрага, заснованих на критичкој студији свих његових дела, нити је постојало потпуно издање његових дела. Седам од њих је позитивно познато, а већина од седам је штампана неколико пута, мада се ниједно није појавило од 17. века. На следећој листи дат је датум објављивања првог издања.
Његово најважније филозофско дело је Quaestionum peripateticarum libri V (1569). Чезалпино се у томе показао као један од најеминентнијих и оригиналних Аристотелових ученика у 16. веку. Међутим, његови списи показују трагове утицаја Ибн Рушд-а, стога је он авероистички аристотелејац; очигледно је такође склон  пантеизму, стога је укључен, касније, у Спинотизам пре Спинозе. Протестантски противник аристотеловских ставова, Nicolaus Taurellus је неколико пута писао против Чезалпина. Његово дело под насловом Alpes cæsae, etc. (1597) у потпуности је посвећено борби против мишљења Чезалпина, како показује представа о имену Cæsalpinus. Скоро сто година касније, погледе Чезалпина поново је напао Samuel Parker, у делу под насловом Disputationes de Deo et providentia divina (1678).
Чезалпина је више пута тврдио непоколебљивост својих католичких принципа и своју спремност да призна неистинитост било каквих филозофских мишљења која је изложио као аристотеловску доктрину, што би требало да буде у супротности с откривењем. У Италији је био наклоњен и световним и духовним владарима.

## Медицински и физиолошки радови
Чезалпинова физиолошка испитивања у вези са циркулацијом крви су добро позната, али чак и до данас била су често прецењена и потцењена. Испитивање различитих одломака у његовим списима који се односе на то питање показује да, иако се мора рећи да је Чезалпино проникнуо даље у тајну циркулације крви од било ког другог физиолога пре Вилијама Харвија, још увек није стекао темељно знање, заснован на анатомским истраживањима, целокупног тока крви. Поред већ поменутог дела Quæstionum peripateticarum , треба се позвати и на Quaestionum medicarum libri duo (1593).

## Ботаничка дела
Његова најважнија публикација била је De plantis libri XVI (1583). Датум објављивања, 1583, један је од најважнијих у историји ботанике пре Карла фон Линеа. Дело је посвећено великом војводи Франческу I Медичи-ју. За разлику од „књига биљака“ тог периода, не садржи илустрације. Први одељак, који укључује тридесет страница дела, део је најважнији за ботанику уопште. Од почетка 17. века до данас ботаничари се слажу у мишљењу да је Чезалпино у овом делу, у којем је за водича узео Аристотела, поставио темеље морфологије и физиологије биљака и произвео прву научну класификацију цвета биљке. Три ствари, пре свега, дају књизи печат индивидуалности: велики број оригиналних, акутних запажања, посебно на цветовима, плодовима и семенима, спроведених, штавише, пре проналаска микроскопа, одабиром органа плодње за темељ његовог ботаничког система; коначно, генијално и истовремено строго филозофско руковање богатим материјалом прикупљеним посматрањем. Чезалпино је објавио допунску публикацију овом делу, под насловом Appendix ad libros de plantis et quaestiones peripateticas (1603).
Чезалпино је такође познат у историји ботанике као један од првих ботаничара који је направио хербаријум; једна од најстаријих хербарија које још увек постоје је она коју је приредио око 1550–60 за епископа Alfonso Tornabono. После многих сељења, хербаријум се сада налази у Museo di Storia Naturale di Firenze у Фиренци. Састоји се од 260 фолија страница поређаних у три тома увезана у црвену кожу и садржи 768 врста биљака. Дело од велике вредности за хемију, минералогију и геологију издато је под насловом De metallicis libri tres(Рим, 1596). Нека од његових ствари подсећају на открића која су учињена крајем осамнаестог века, као и на Антоана Лавоазја и Рене Жист Аија, такође показује исправно разумевање фосила.
Фрањевачки фратар Charles Plumier дао је име Cæsalpinia биљном роду и Лине га је задржао у свом систему. Данас овај род обухвата приближно 150 врста и припада породици Легуминозе, подфамилији Cæsalpinioideae, која садржи велики број корисних биљака. Лине у својим списима често цитира свог великог претходника у науци ботанике и хвали Чезалпина у следећим редовима:
Quisquis hic exstiterit primos concedat honores
Casalpine Tibi primaque certa dabit.

## Геологија
Као што је горе поменуто, De metallicis libri tres (Рим, 1596) био је од вредности за минералогију и геологију, показујући правилно разумевање фосила. Principles of Geology (Принципи геологије) Чарлса Лајела наводе да је 1596,
"Чезалпино, прослављени ботаничар, сматрао је да су фосилне шкољке на копну остављене уз море и да су се бетонирале у камен током консолидације тла".